# Lorena, maternal
Lorena, maternal es el último capítulo de la cuarta temporada de la serie de televisión argentina Mujeres asesinas. Este episodio se estrenó el día 25 de marzo de 2008.
Este capítulo es el último y da por terminado el ciclo de temporadas de Mujeres asesinas.
Este episodio cuenta con Valentina Bassi, en el papel de asesina.

## Desarrollo

### Trama
David (Daniel Hendler) es un hombre muy violento y agresivo, que se gana la vida vendiendo droga. Mantiene una relación muy conflictiva con Lorena (Valentina Bassi), su pareja, embarazada de 7 meses. A pesar de su avanzado estado de gravidez, David no la respeta: no sólo la somete a maltratos físicos sino que también se maneja con una total desidia, descuidándola por completo e incitándola a consumir alcohol y barbitúricos. Hasta es capaz de engañarla con otra mujer. Ella es consciente de lo que sucede. Intenta separarse, pero por algún motivo siempre termina volviendo con él. Lorena encuentra cariño y contención en su hermano Hernán (Nahuel Pérez Biscayart). Los dos son muy unidos. Pero el joven es adicto a la cocaína. Para agravar el cuadro, padece un severo problema congénito de salud que se agrava con los efectos de las drogas. Su hermana trata imperiosamente de alejarlo de “ese mundo”. Sin embargo, a Hernán le cuesta mucho abandonar el consumo. La mamá de ambos, Margarita, culpa a Lorena y a David de ser quienes proveen –y alientan– la adicción de su hijo. Por tal motivo, se muestra distante y sumamente agresiva con su hija. A pesar de los ruegos infructuosos de su familia, Hernán continúa consumiendo. Hasta que su cuerpo dice basta. Margarita culpará a Lorena por esta situación. Pero ella sabe quién es el verdadero culpable y, dominada por la desesperación, le pondrá fin de manera trágica a esta historia. Lorena, acabada, le dispara tres veces a David. Aparte, David mantenía relaciones todo el tiempo con una amiga suya, lo cual enfureció más a Lorena.

### Condena
Lorena fue condenada a 9 años de prisión por homicidio simple. Estuvo presa un total de seis años y nueve meses. Perdió el embarazo tres días después de ser detenida. Actualmente trabaja en un puesto de venta de flores.

## Elenco
- Valentina Bassi
- Daniel Hendler
- Nahuel Pérez Biscayart
- Marina Glezer
- Marta Bianchi